# 苏斯特 (巴基斯坦)
苏斯特，又名速斯特，是巴基斯坦吉尔吉特-巴尔蒂斯坦地区的小镇，海拔约2800米，巴基斯坦的移民局和海关部门建立在这里。苏斯特也是喀喇昆仑公路进入中国边境前的最后一个城镇，長期作為兩國陸路貿易裝卸貨點

## 旱港
2005年起中巴兩國合資在此建設旱港，2017年時該旱港占地約200畝，每日能接駁15到20輛重型卡車，港區下有數十間商鋪販售長途司機所需的補給品，招牌多為中文、乌尔都语雙語。
2016年11月中巴經濟走廊的首支貿易車隊在此清關並前往瓜达尔，該車隊由約100輛卡車組成。

## 图片
- 喀拉昆仑公路
- 速斯特的标志牌
- 写有英文、乌尔都语和中文的标志牌
- 速斯特口岸
- 速斯特口岸的卡车